# خوسيه مارين
خوسيه مارين (بالإسبانية: José Marín)‏ هو عازف قيثارة وملحن ومغني إسباني، ولد في 1618 في مدريد في إسبانيا، وتوفي بنفس المكان في 8 مارس 1699.

## وصلات خارجية
- خوسيه مارين على موقع ميوزك برينز (الإنجليزية)
- خوسيه مارين على موقع ديسكوغز (الإنجليزية)